# Estrada de Ferro São Gonçalo
A Estrada de Ferro São Gonçalo foi um ramal ferroviário brasileiro. Aberta em 26 de agosto de 1930 pelo governo de Minas Gerais, ligava a Estação da RSM de Campanha à São Gonçalo do Sapucaí, com a extensão total de 13 quilômetros. Foi incorporada pela Rede Mineira de Viação em 1938, se tornando ramal de São Gonçalo, sendo fechado oficialmente em 17 de dezembro de 1966.